# Mormântul victimelor fascismului (Peresecina)
Mormântul victimelor fascismului este un mormânt amplasat în Peresecina, raionul Orhei, Republica Moldova. Este un monument istoric de importanță națională inclus în Registrul monumentelor Republicii Moldova ocrotite de stat cu nr. 1205 (raionul Orhei).